# Christian Bréchot
 (mars 2025).
Il peut être nécessaire de l'améliorer pour respecter le principe de neutralité de point de vue. Veuillez consulter la page de discussion pour plus de détails.

Pour les articles homonymes, voir Bréchot.
Christian Bréchot, né le 23 juillet 1952, est un médecin et chercheur français. Il a été le directeur général de l'Institut national de la santé et de la recherche médicale (INSERM) de 2001 à 2007, de l'Institut Mérieux de 2008 à 2013 et de l'Institut Pasteur de 2013 à 2017.

## Biographie
Le 14 février 2001, il devient directeur général de l'INSERM, succédant à Claude Griscelli. Le 8 octobre 2007, Christian Bréchot démissionne de son poste de directeur général de l'INSERM pour assurer sa défense dans l'affaire Metagenex pour laquelle il est accusé de conflits d'intérêts à la suite d'un pré-rapport de l'Inspection générale des affaires sociales (Igas) qu'il conteste. En décembre 2009 le conflit entre sa femme, Patrizia Paterlini-Bréchot, cofondatrice de Metagenex, et Metagenex a pris fin par la signature d'un accord qui inclut une lettre officielle déchargeant Christian Bréchot dans le « contentieux [qui l']oppose aux investisseurs de Metagenex. »
Depuis 2008, Christian Bréchot est vice-président de l'Institut Mérieux, chargé des Affaires médicales et scientifiques. Il est membre du conseil d'administration de la société BioMérieux, de Transgene et de la Fondation Marcel-Mérieux. Il est également responsable de la direction médicale et scientifique au sein de BioMérieux.
En novembre 2013, il signe au nom de l'Institut Pasteur un accord de coopération scientifique générale (sans fourniture de matériel) avec le Royaume d'Arabie Saoudite à la suite d'une épidémie de MERS-CoV qui y avait tué plus de 420 personnes. 
En juin 2020, il est nommé Président de la FRAMCO (French American Council of West Florida), une institution qui contribue au développement économique franco-américain dans la Baie de Tampa.
Dans le cadre de la pandémie de Covid-19, il est favorable, début 2021, à une « vaccination rapide et massive » de la population et soutient qu'« il n'y a pas de preuve » que les nouvelles mutations du virus « vont échapper aux vaccins ».

## Apports scientifiques
Les travaux de recherche de Christian Bréchot ont principalement porté sur les hépatites virales B (VHB) et C (VHC) et, en particulier, sur leur lien avec le cancer du foie (carcinome hépatocellulaire, CHC), ainsi qu’avec les mécanismes moléculaires qui conduisent à la régénération hépatique et au cancer (notamment la dérégulation du cycle cellulaire). Ces travaux ont associé recherche fondamentale et clinique en virologie moléculaire et biologie cellulaire.
Christian Bréchot a contribué à améliorer la compréhension des mécanismes à l’origine de la carcinogenèse hépatique chez les patients souffrant d’une infection chronique au VHB ou VHC (en particulier l’impact de l’intégration de l’ADN du VHB et les interactions entre les protéines du VHC et les principales voies de signalisation cellulaire, telles que les interférons et les TGF-b). Son groupe a également permis d’expliquer plusieurs aspects de la régulation du cycle cellulaire, notamment au travers de l’identification de la cycline A humaine sur le site d’insertion du génome du VHB d’un CHC[1].
Parallèlement, Christian Bréchot a dirigé plusieurs projets qui ont abouti à la conception d’un test diagnostique inédit de détection et de quantification de l’ADN du VHB dans le sérum. Son équipe a, par ailleurs, utilisé la microdissection laser sur des coupes de foie aux fins de la détection de l’ARN du VHC et de l’étude des quasi-espèces du VHC, mais également de l’analyse protéomique du foie. Christian Bréchot a travaillé sur l’impact clinique de la variabilité génétique du VHC, et les études cliniques de son groupe ont permis de démontrer l’efficacité de l’association interféron-ribavirine dans le traitement des infections au VHC. Il a, en outre, mené des études initiales portant sur l’efficacité de l’immunothérapie active spécifique contre le VHB chez les individus souffrant d’une infection chronique.
Depuis 2001, d’abord en tant que directeur général de l’Inserm (2001-2007), puis vice-président de l’Institut Mérieux (2008-2013) et enfin directeur général (2013-2017) de l’Institut Pasteur, il poursuit certaines activités de recherche, avec la création en 2005 d’une unité (dirigée par le Professeur Didier Samuel) au Centre hépato-biliaire (CHB) de Villejuif, l’un des principaux centres européens de greffe du foie, situé près de Paris. L’un des projets novateurs de cette unité a fait récemment l’objet d’une évaluation satisfaisante par l’AERES (les activités de recherche de Christian Bréchot sont à présent menées par le groupe dirigé par Jamila Faivre).
Ce groupe a exploité la découverte de la molécule HIP/PAP, aux propriétés mitogéniques et de survie sur les cellules hépatiques. Il a récemment démontré (avec Nicolas Moniaux et Jamila Faivre) que HIP/PAP présentait un mode d’action pour le moins original, dirigeant ses effets intrinsèques de blocage de la voie des ROS et anti-oxydants sur la matrice extracellulaire.(https://doi.org/10.1038/s42003-023-04616-5).
Ses résultats globaux ont abouti à une étude clinique de phase II (réalisée avec Gilles et Paul Amouyal, ainsi que la société de biotechnologie Alfact Innovation) portant sur l’évaluation du potentiel de la molécule HIP/PAP sur les patients atteints d’un dysfonctionnement hépatique aigu. Cette étude a montré des résultats prometteurs. Elle apporte, en effet, la preuve de l’efficacité de la molécule, malgré l’hétérogénéité du groupe de patients, leur état clinique grave et l’échelle restreinte de l’étude, à savoir des patients souffrant d’une insuffisance hépatique aiguë liée au VHB ou à une hépatite auto-immune (.https://doi.org/10.1016/j.banm.2022.04.009.)
De plus, ce groupe a étudié les schémas d’expression du symporteur sodium iodure (NIS) dans les cellules biliaires normales et malignes, ainsi que le potentiel clinique de ces découvertes dans le cadre de l’utilisation de l’iodure (131I) aux fins du traitement de cholangiocarcinomes. Dans ce contexte, il a également démontré le potentiel de la thérapie génique basée sur l’ADNc du NIS pour transduire les cellules tumorales de l’hépatocarcinome et du recours à l’iodure (131I) pour traiter le carcinome hépatocellulaire.
Depuis 2018, ses activite scientifiques ont porte sur deux sujets principaux;
- la poursuite du projet sue la molecule HIP, grace au developpement de la compagnie The Healthy Aging Company, a permis des avancess majeures en demontrant son effet sur la sensibilite al'insuline et le traitement du diabete (Dr Christophe Magnan et Celine Crucciani, Universite Paris Sorbonne) ainsi que sur la neuropathie diabetique et la maladie d'Alzheimer (Dr Aurelie Joly-Amado et Kevin Nash, University of South Florida). -
-l'impact des Microbiomes humain, comme du sol et des oceans sur la sante humaine, dans le cadre de la creation du "University of South Florida Microbiomes Institute) avec des travaux portant notamment sur l'impact des microbiomes sur le viellissement et la nutrition https://hscweb3.hsc.usf.edu/blog/2021/07/21/new-usf-institute-for-microbiomes-created-to-advance-human-and-environmental-health/#:~:text=TAMPA%2C%20Fla%20(July%2021%2C,health%20and%20develop%20new%20treatments.
Ces travaux ont conduit a la publication d'un livre "La révolutions des Microbiomes, Médecine des hommes, médecine des sols" aux éditions Odile Jacob.

## Distinctions

### Prix
Christian Bréchot est également membre de plusieurs sociétés médicales de spécialité françaises et internationales et a reçu de nombreux prix, notamment le prix de l'Académie de médecine en 1996 et le prix Jean-Valade en 2000. Il a été également membre junior de l'Institut universitaire de France en 1991 pour une durée de cinq ans.

### Décorations
- Officier de l'ordre national du Mérite 2015 (chevalier en 2003)[12]
- Chevalier de la Légion d'honneur 2005[13].